# Yamaha 250cc-racers 1960-1972
De Yamaha 250cc-racers 1960-1972 vormen een serie 250 cc wegrace-motorfietsen die door het merk Yamaha in de jaren zestig en -zeventig werden ingezet in wegraces.

## Voorgeschiedenis

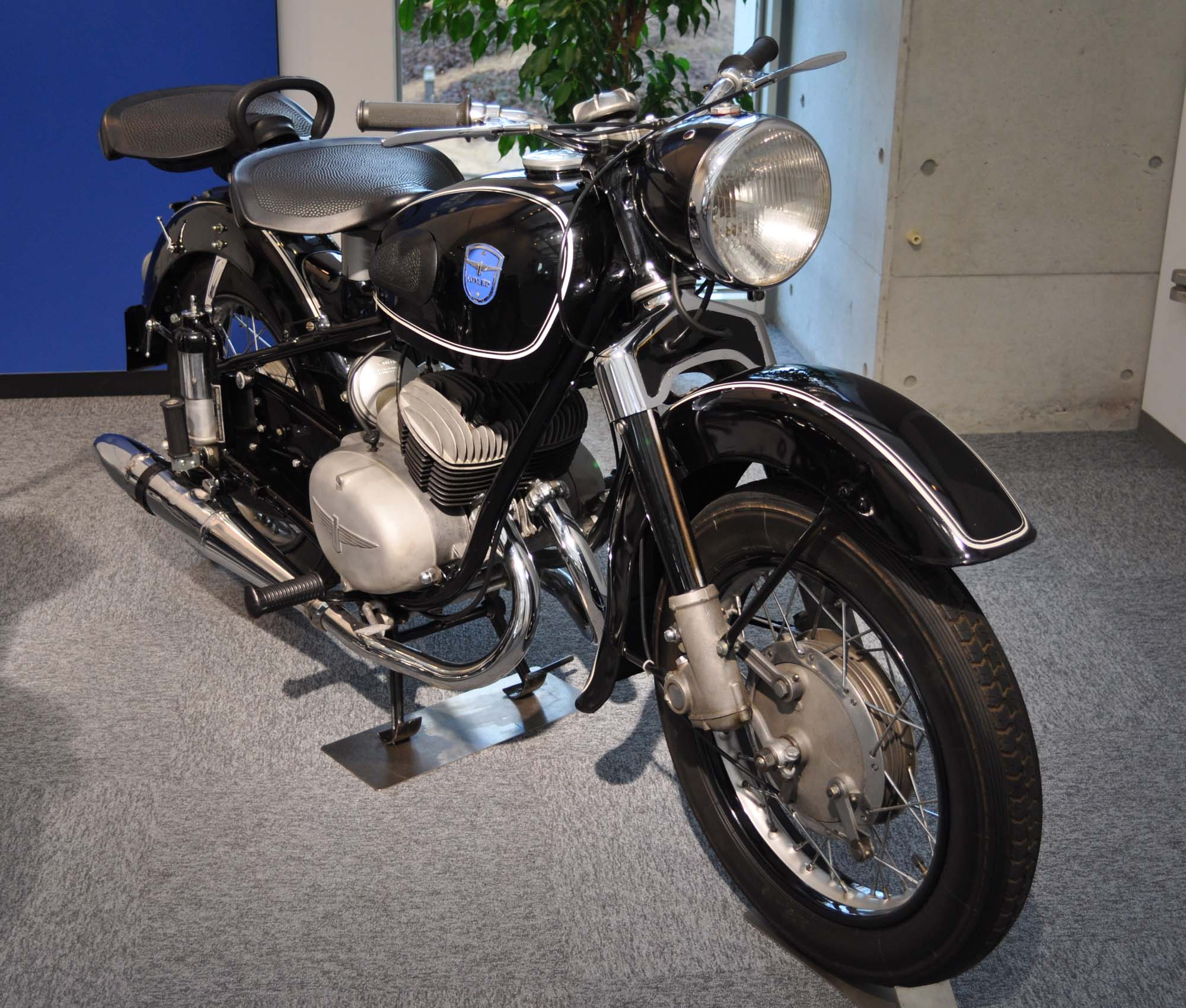
Adler MB 250 S: Zoals alle Japanse fabrikanten kopieerde Yamaha het liefst bestaande motorfietsen. Om de 250 cc tweecilinders te maken kocht men in 1954 een Adler MB 250 S, een motorfiets van hoge kwaliteit die 14 pk leverde maar kon worden opgevoerd tot 20 pk. Maar anders dan bij de Yamaha YA 1, die bijna identiek was aan de DKW RT 125, ging men nu de motor eerst bestuderen om te zien waarom dingen gemaakt waren zoals ze waren. Dat resulteerde in het toermodel Yamaha YD 1, dat al veel eenvoudiger en moderner was dan de Adler. Dat moest ook wel, want de Adler was veel te ingewikkeld en daardoor te duur, zodat de fabriek er geen geld aan verdiende. Zo moest bij de Yamaha het hele motorblok worden uitgebouwd om aan de versnellingsbak te werken. Bij de Adler kon de versnellingsbak afzonderlijk gedemonteerd worden, maar dat was een dure constructie. De Yamaha kreeg ook grotere koelribben en een heel ander frame, terwijl de plunjervering was vervangen door een moderne swingarm. Toch waren er een aantal typische Adler-kenmerken die de productieracers van Yamaha parten speelden: de koppeling was op de krukas gemonteerd en spatte bij hoge toerentallen uit elkaar, het lagerblok van de gescheiden krukassen vertoonde speling en het verticaal deelbare carter was ouderwets. In 1968 stapte Yamaha van het Adler-ontwerp af met de 350 cc Yamaha YR 1 Grand Prix toermotor en de 250 cc Yamaha TD 2 productieracer, gedwongen door de concurrentie van de Suzuki T 20 en de Kawasaki A 1 Samurai.

Yamaha was pas in 1954 begonnen met de productie van motorfietsen. Het eerste model was de Yamaha YA 1, een kopie van de vooroorlogse DKW RT 125, die in 1955 op de markt kwam. De standaard YA 1 leverde slechts 5½ pk, maar nog in hetzelfde jaar verscheen een 10 pk raceversie. Er werd toen nog vooral deelgenomen aan nationale wegraces en heuvelklimwedstrijden op onverharde wegen. In 1957 verscheen de Yamaha YA-A met 14 pk die een afwijkende boring/slag verhouding had. Nog in hetzelfde jaar werd die boring/slagverhouding opnieuw veranderd bij de Yamaha YA-B. In de 250cc-klasse bracht men tweecilinders uit met dezelfde cilinderinhoud: de Yamaha YD-A en de Yamaha YD-B, die ongeveer 20 pk leverden en waren afgeleid van de Adler MB 250 S. Yamaha had toen al een aantal fabrieksrijders in dienst, waaronder de beroemde Fumio Ito. Men concentreerde zich toen vooral op de 250cc-klasse, waardoor de ontwikkeling van de 125cc-machines op een laag pitje kwam te staan. In april 1960 nam Yamaha het kleine Showa Works Ltd over. Daardoor kreeg het de vooruitstrevende tweetakttechniek met roterende inlaten van Showa in handen.

## 1961: Yamaha RD 48
De Yamaha RD 48 was de eerste 250cc-motorfiets waarmee Yamaha deelnam aan het wereldkampioenschap wegrace. Op 21 mei 1961 verschenen Fumio Ito en Tanahara Noguchi voor het eerst op Clermont-Ferrand met de RD 48. In Clermond-Ferrand werd Ito achtste en Noguchi tiende. Ito scoorde in vier GP's punten met als beste prestatie de vierde plaats in de Grand Prix van Argentinië en werd negende in het kampioenschap, waardoor men van een geslaagd debuut kon spreken. Toch was er nog een lange weg te gaan: concurrent Honda, dat al in 1959 de oversteek naar Europa had gemaakt, bezette de eerste vijf plaatsen in de 250cc-klasse.

### RD 48
De lijnen van het motorblok van de Adler MB 250 waren nog goed te herkennen, maar de machine had roterende inlaten en leverde ongeveer 35 pk. Er was gebruikgemaakt van een droge drieplaatskoppeling, een zgn. "Oldham coupler".

## 1962: Yamaha RD 48 en RD 56
Yamaha gebruikte het jaar 1962 om de 125- en 250cc-machines verder te ontwikkelen. In dat jaar leverde het 250cc-blok al 42 pk, maar er werd alleen in Singapore gestart, een Grand Prix die niet meetelde voor het wereldkampioenschap. De machine had nog steeds mengsmering, maar daarnaast zorgden een oliepomp en een extra olietank voor de smering van de Big-endlagers en de krukaslagers. Dit eenmalige optreden kwam doordat men al volop werkte aan de opvolger van de RD 48, de RD 56.
De RD 56 kwam in de laatste Grand Prix van 1962, in Japan, pas aan de start. De Grand Prix van Japan telde in 1962 nog niet mee voor het wereldkampioenschap, maar werd georganiseerd om de opening van de Suzuka International Racing Course te vieren.

## 1963: Yamaha RD 56, TD 1 en TD 1 A
In het voorjaar van 1963 was de RD 56 klaar voor een eerste confrontatie met de concurrentie, die echter alleen nog maar van de Honda RC 163 viercilinder kwam. De hele wegrace was toen nog vrijwel uitsluitend een aangelegenheid voor viertaktmotoren. Yamaha stuurde Fumio Ito, Hiroshi Hasegawa en Yoshikazu Sunako naar drie Grands Prix: de TT van Man, de TT van Assen en de Belgische Grand Prix in Spa-Francorchamps. Honda had al te maken gehad met Tarquinio Provini, die met zijn Moto Morini de eerste twee wedstrijden gewonnen had. In Man en Assen won Jim Redman met de Honda RC 163 viercilinder, maar Ito werd in beide wedstrijden tweede. Hij won zelfs de Belgische Grand Prix en Sunako werd daar tweede. Gelukkig voor Honda werden de Yamaha's daarna teruggeroepen en Redman kon ternauwernood de titel veiligstellen met slechts twee punten voorsprong op Provini. In de Japanse GP was Yamaha opeens weer terug, dit keer met Phil Read als rijder. Read had tijd omdat zijn werk bij Scuderia Duke Gilera erop zat. Redman won de race vóór de Yamaha-coureurs Ito en Read en Provini werd slechts vierde. Daardoor was de wereldtitel voor Redman, met Provini op de tweede plaats en Ito op de derde.

### RD 56
De RD 56 had aanvankelijk een boring-slagverhouding van 54 x 54 mm, maar later viel men terug op de oorspronkelijke 56 x 50,7 mm van de laatste RD 48. Gedurende de jaren dat de machine werd ingezet werd het vermogen steeds groter. Uiteindelijk bedroeg het ca. 55 pk. Er waren nu twee Mikuni 34 mm carburateurs gebruikt. Vergeleken met andere merken had de machine vrij kleine koelribben, maar de koeling werd geholpen omdat er ook koelribben op het carter zaten. De mengsmering werd aangevuld met een olietank en oliepomp voor de smering. De oliepomp zat op de versnellingsbak en werd door de primaire tandwielen aangedreven.

### TD 1 en TD 1 A
In 1963 kwam Yamaha voor het eerst met 250 cc productieracers op de markt. Ze waren afgeleid van de standaard Yamaha YDS 2. Technisch waren beide modellen identiek: het waren luchtgekoelde, zuigergestuurde tweecilinder tweetakten met een boring/slagverhouding van 56 x 50 mm, waardoor de cilinderinhoud 246,3 cc bedroeg. Ze hadden een dubbel wiegframe dat verstevigd was om het extra vermogen aan te kunnen. De TD 1 was "streetlegal", met een luchtfilter en verlichting en leverde ongeveer 32 pk. De TD 1 A was een kant en klare racer, zonder luchtfilter en verlichting en met 27 mm carburateurs. Deze machine leverde 35 pk. Bijzonder was de toerenteller, die geen cijfers bevatte maar een alfabetische aanduiding met de letters A t/m G. De koppeling, die op de krukas was gemonteerd, was een zwak punt van deze racer.

## 1964: Yamaha RD 56 en TD 1 A
In 1964 sloeg Yamaha hard toe. Phil Read was nu fabrieksrijder voor Yamaha in de 250cc-klasse maar startte soms ook in andere klassen. Yamaha huurde ook Mike Duff in en ook Tommy Robb ging na zijn ontslag bij Honda gedurende het seizoen naar Yamaha. In het begin van het seizoen werden de meeste races gewonnen door de Honda van Jim Redman, maar Phil Read won vanaf de Duitse GP vier races op rij. Mike Duff pakte in de laatste races belangrijke punten af van Redman, en uiteindelijk eindigde Read als wereldkampioen.

## 1965: Yamaha RD 56, RD 05, TD 1 en TD 1 B
In 1965 was de overmacht van Yamaha nog veel groter: Read won de eerste vier races. Redman werd gehinderd doordat hij in het seizoen tot twee keer toe een sleutelbeen brak, en Honda had geen tweede coureur die zijn taak kon overnemen. Bij Yamaha wachtte men op het verschijnen van de viercilinder RD 05, maar die kwam pas aan de start in Monza, toen de wereldtitel voor Read al zeker was. Voor Yamaha was het een zeer succesvol seizoen: Phil Read werd wereldkampioen en Mike Duff werd tweede.

### RD 05
In juli 1965 werden tussen de Grand Prix van België en die van de DDR tests uitgevoerd op het Snetterton Motor Racing Circuit. Phil Read en Mike Duff reden er met lucht- en watergekoelde 250 cc viercilinders, terwijl soms ook enkele ronden met de tweecilinder RD 56 gereden werden om als referentie te dienen. De luchtgekoelde versie werd al snel afgewezen, men testte vooral de watergekoelde viercilinder. Yamaha had een aantal redenen om voor tests in het Verenigd Koninkrijk te kiezen. Op de eerste plaats had men geen eigen testbaan, en de Suzuka International Racing Course was eigendom van Honda. Bovendien was het makkelijker om de coureurs in Europa te laten blijven, in plaats van ze op en neer naar Japan te laten vliegen. Men had wel te maken met het "Britse weer". Daardoor kon men niet op volle snelheid testen, en bovendien vereiste de hoog gebouwde RD 05 een aangepaste rijstijl. De machine was zo hoog om voldoende grondspeling te garanderen voor de uitlaten en de carburateurs, die vanwege de roterende inlaten aan de zijkanten zaten. Na de Grand Prix van Monza in 1965 duurde het bijna twee maanden tot de Grand Prix van Japan zou worden gereden, en zoals gebruikelijk planden de coureurs enkele nationale races in Engeland. Ze moesten echter met spoed naar Japan om nieuwe tests met de RD 05 te doen. Men had ontdekt dat de motor inhield bij hard remmen, wat niet eerder was ontdekt door het natte weer in Snetterton en Monza. Doordat er veel machines beschikbaar waren kon men veel testen; elke stukgedraaide motor werd onmiddellijk vervangen. Tijdens een van deze tests viel Mike Duff waardoor hij een heup brak en zes maanden was uitgeschakeld.
Yamaha had al waterkoeling toegepast op de 125 cc tweecilinder RA 97. De RD 05 was eigenlijk opgebouwd uit twee van deze twins, die onder een hoek van 70° boven elkaar waren gebouwd. Er waren vier afzonderlijke krukastandwielen, die door een centraal tandwiel werden samengevoegd. Hoewel de motor nog steeds mengsmering had, werden de krukaslagers door een pomp verzorgd met extra olie uit de olietank. Het aantal versnellingen was in het begin nog onzeker, zeven of acht, en ook het vermogen werd nog geschat, 60 à 65 pk.

## 1966: Yamaha RD 05 en TD 1 B
De RD 05 kende in zijn debuutjaar de nodige problemen. De wegligging was niet optimaal, de verbindingstandwielen van de krukassen gingen soms stuk en de machine was ook veel te zwaar. Bovendien had Honda Mike Hailwood ingehuurd. Die won alle races waarin hij met zijn Honda RC 166 aan de start kwam. Read werd kansloos tweede in het wereldkampioenschap en Mike Duff, die nog met de "oude" RD 56 had gereden, werd negende.

### TD 1 B
Voor haar productieracers bleef Yamaha nog vasthouden aan haar wegmodellen. Toen in 1966 de Yamaha YDS 3 verscheen, volgde ook een nieuwe racer, de TD 1 B. De toerenteller was nu vervangen door een "normaal" exemplaar met cijfers, maar de koppeling bleef een zwak punt. Ze was moeilijk te doseren en ging vaak stuk bij hoge toerentallen. De doseerbaarheid was ook een probleem bij de YDS 3. Ook het rijwielgedeelte voldeed nog niet, maar het was lager dan dat van de YDS 3 en de wielbasis was bijna 4 cm korter. Klanten die het motorblok in een Ducati-frame monteerden konden goede resultaten bereiken. Het was voor de meeste coureurs raadzaam hun TD 1 B hier en daar te modificeren. De Nederlander Cees van Dongen kreeg een dergelijke machine, maar moest zelf een stroomlijnkuip ontwikkelen, maar om die zo smal mogelijk te maken moest ook de tank veranderd worden. Hij versloeg aan het begin van het seizoen in Bourg-en-Bresse de fabrieks-Bultaco van Ginger Molloy met deze machine. De TD 1 B leverde niet meer vermogen dan de TD 1 A, maar de vermogensafgifte alsmede die van het koppel week af. Wie nog een TD 1 A ter beschikking had kon die op korte, bochtige circuits blijven inzetten, omdat de acceleratie beter was.

## 1967: Yamaha RD 05 A en TD 1 C
Het seizoen 1967 was in elk geval veel spannender dan dat van 1966. Yamaha won zes GP's, Honda won er zeven. Na de voorlaatste race stonden Phil Read en Mike Hailwood gelijk in het wereldkampioenschap. Tijdens de laatste race in Japan moest het 250 cc wereldkampioenschap dus beslist worden. Dat leek al snel te gebeuren toen Phil Read in de vijfde ronde uitviel, maar dat overkwam Mike Hailwood een ronde later ook. Beiden bleven dus puntloos en daarmee ook op 50 punten in de WK-stand staan. Ralph Bryans won de race met drie ronden voorsprong op de Yamaha-coureurs Akiyasu Motomashi en Jun Hamano. Er ontstond een discussie over wie nu de nieuwe kampioen was. Er was zelfs sprake van verschillen tussen de Franse- en de Engelse tekst van het FIM-reglement. Telde men het aantal overwinningen, dan was Hailwood met vijf keer winst kampioen, want Read had slechts vier wedstrijden gewonnen. Er waren ook mensen die dachten dat, indien de zeven tellende resultaten geen uitsluitsel gaven, het achtste resultaat dat moest doen. In dat geval zou Read kampioen zijn. De laatste reglementswijziging gaf de uitkomst: op basis van het aantal overwinningen werd Mike Hailwood wereldkampioen. Hij evenaarde daarmee het record van Carlo Ubbiali: 9 keer wereldkampioen. Read en Ivy eindigden als tweede en derde in het kampioenschap.

### RD 05 A
In 1967 leverde de vernieuwde RD 05 A inmiddels 72 pk. Het frame was vernieuwd en de swingarm was langer geworden. Ook de problemen met de krukaslagers waren opgelost. Men had ontdekt dat die van de bovenste cilinders te warm werden omdat het koelwater eerst de onderste cilinders moest koelen en dus warmer was als het de bovenste bereikte. dit werd opgelost door de bovenste cilinders iets rijker af te stellen. De machine was lichter en handelbaarder door toepassing van magnesium carters en carburateurs. De coureur kon met behulp van het chokehendel ook de carburateurs iets armer afstellen, maar dat verhoogde de kans op vastlopers en werd alleen gedaan als iets meer snelheid absoluut nodig was.

### TD 1 C
In 1967 verscheen de Yamaha YDS 5 (een YDS 4 was er niet), en daarmee verscheen ook de daarop gebaseerde productieracer, de TD 1 C. De koppeling was nu op de versnellingsbak gemonteerd en daardoor waren de problemen opgelost. De versnellingsbak zelf was ook verbeterd. De YDS 5 had zelfs al de aluminium cilinders, die de eerdere productieracers hadden. De TD 1 C kreeg hardverchroomde aluminium cilinders en leverde standaard al 40 pk. De eerdere modellen waren al populair onder privérijders en tuners verbeterden ze zelfs nog. Dat gebeurde met de TD 1 C ook, maar Yamaha was slim genoeg om een aantal snelle spullen die in de handel kwamen, zoals uitlaten en speciale cilinders, op te kopen en te bestuderen. Zo waren er cilinders met een S-vormig poortje dat voor een betere vulling zorgde, en dat verscheen meteen op de gemodificeerde YDS 5, die daardoor YDS 5 E ging heten. Andersom kregen privérijders gegevens van de fabriek, met name om de uitlaten te verbeteren. De TD 1 C leverde volgens fabrieksopgave meer dan 37 pk.

## 1968: Yamaha RD 05 A en TD 1 C
Begin 1968 maakte Honda bekend dat men uit het wereldkampioenschap wegrace zou stappen. Daarmee verdwenen twee kwelgeesten voor Yamaha: De zescilinder Honda RC 166 én Mike Hailwood, die onder contract bleef bij Honda maar niet aan het WK mocht deelnemen. Het seizoen werd overschaduwd door de openlijke ruzie tussen de Yamaha-teamgenoten Phil Read en Bill Ivy. Yamaha had (tegen de regels in) teamorders uitgevaardigd: Ivy zou wereldkampioen worden in de 250cc-klasse, Read in de 125cc-klasse. In Tsjechoslowakije, toen Read al bijna zeker was van de 125 cc-wereldtitel kwam het tot een ruzie tussen Read en Ivy, die zelfs gesust moest worden door FIM-sportcommissaris Henk Burik.
De raceleiding van Yamaha was bijzonder kwaad op Phil Read, die in Tsjechoslowakije en Finland de teamorders genegeerd had. Men wilde er alles aan doen om Bill Ivy aan de 250cc-titel te helpen en daarom werden er speciale expansiekamers voor zijn viercilinder naar Ulster gestuurd. Beide Yamaha's hadden extra grote tanks om zonder tankstop de race te voltooien. Read nam de leiding, maar werd gevolgd door Ivy die na vijf ronden voorop ging. Read viel daarna al snel uit met een vastgelopen motor, die te heet was geworden doordat de achterband van Ivy een steen had opgeworpen die de radiateur van Read's machine beschadigd had. Ivy kon zijn race rustig voltooien, Rosner werd tweede en Gould werd derde. Ivy had nu 46 punten, Read 44. Read verklaarde dat de winnaar in Monza ook de wereldkampioen zou zijn. Hij was er kennelijk al van overtuigd dat de Japanse Grand Prix niet zou doorgaan, hoewel dat officieel nog niet zeker was.
Al vóór de race in Monza werd wel officieel bekendgemaakt dat Japan niet door zou gaan. Read won in Monza en Ivy werd tweede. Daardoor stonden ze in punten gelijk op de eerste plaats van het kampioenschap. Ze hadden allebei ook vijf overwinningen en de stand moest worden bepaald door de racetijden van de wedstrijden waarin ze allebei gefinisht waren bij elkaar op te tellen. Dat waren de wedstrijden in Assen, de Sachsenring, Brno, en Monza. Ivy had die gereden in een totaaltijd van 3 uur, 17 minuten en 29,2 seconden, Read in 3 uur, 15 minuten en 22,9 seconden. Ivy kwam 2 minuten en 5,3 seconden te kort voor de wereldtitel. Net als Agostini was Phil Read nu ook tweevoudig wereldkampioen in 1968.

## 1969: Yamaha TD 2
Begin januari 1969 maakte Yamaha bekend te zullen stoppen met wegraces. Daarmee haakte de laatste Japanse fabrikant af, want ook Kawasaki, dat zich beperkt had tot steun aan Dave Simmonds in de 125cc-klasse, was gestopt. Phil Read en Bill Ivy kregen de nieuwe 250- en 350 cc productieracers van Yamaha (TD 2 en TR 2) aangeboden, maar Ivy vertrok naar het 350 cc team van Jawa en Read ging zich bezighouden met de ontwikkeling van een viertaktracer van Weslake.
Inmiddels waren de Yamaha productieracers populair onder privérijders. Kent Andersson en Rodney Gould hadden met de TD 1 C al goed gepresteerd in het seizoen 1968. De TD 2 was eigenlijk voor races in de Verenigde Staten bedoeld, en moest daarom nog steeds op een seriemodel lijken, maar Yamaha kreeg in 1969 weinig concurrentie in het WK. Alleen Ossa en Benelli waren als fabriek nog actief, naast MZ, dat echter niet aan alle races deelnam. Men wist echter al dat vanaf 1970 250 cc viercilinders verboden zouden worden, waardoor het erg interessant was om - zelfs met productieracers - actief te blijven.
De Benelli's bleken in 1969 nog te sterk voor de Yamaha TD 2. Kel Carruthers werd er wereldkampioen mee, maar Kent Andersson won in Duitsland en Finland. Phil Read kwam slechts enkele malen aan de start. Hij won de GP des Nations in Imola met een Yamaha, maar hij was eigenlijk naar Italië gereisd in de veronderstelling dat Benelli hem daar een viercilinder zou geven. Kent Andersson eindigde het jaar als tweede in de 250cc-eindstand.

### TD 2
Uiterlijk verschilde de TD 2 nog niet veel van zijn voorgangers, maar hij was veel directer afgeleid van de semi-fabrieksracers. 
Hij had opnieuw grotere carburateurs gekregen en het frame was helemaal vernieuwd. De fabriek gaf nu "meer dan 44 pk" op, een garantie dat elke machine die de fabriek verliet ten minste dat vermogen leverde. De TD 2 had nog steeds slechts 5 versnellingen. De 250 cc Benelli viercilinder, die in 1969 nog wereldkampioen werd, had een betere vermogensafgifte, maar ook 7 versnellingen. In 1970 werd vooral veel doorontwikkeld aan de TD 2 van Rodney Gould. Het maximum toerental steeg van 10.500 tpm naar 12.000 tpm en de magneetontsteking werd vervangen door een Femsa elektronische ontsteking. Uiteindelijk kreeg Gould een zesversnellingsbak. De voorvork werd vervangen door een exemplaar van Ceriani en de achterschokdempers waren van het merk Girling. De achterste swingarm was 38 mm langer en uiteindelijk vermoedde men een vermogen van ca. 50 pk. Hoeveel vermogen tuners konden verdienen bleek tijdens een vermogenstest in 1970 op de Technische Hogeschool Delft, waar de TD 2 van de Nederlander John Bestebreurtje en die van Phil Read getest werden. De machine van Bestebreurtje was door Cees van Dongen slechts licht getuned, maar leverde al 51 pk. Die van Phil Read, getuned door Ferry Brouwer, kwam zelfs tot 64 pk.

## 1970: Yamaha TD 2

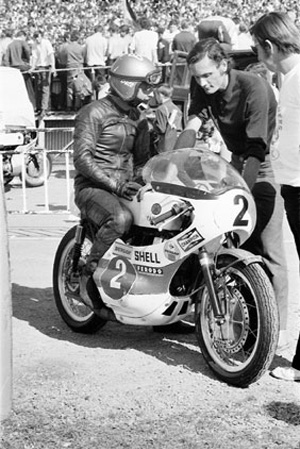
Kel Carruthers in Mallory Park, 1970

In 1970 waren de viercilinders verboden en daarmee verdween Benelli van het toneel in de 250cc-klasse. Bijna het hele startveld bestond uit Yamaha's, maar in het begin van het seizoen kregen Andersson en Gould, die nog beperkte steun van de fabriek kregen, het moeilijk tegen Santiago Herrero met zijn simpele eencilinder Ossa. Herrero ging als leider in de WK-stand naar het eiland Man, maar verongelukte tijdens de Lightweight 250 cc TT. Vanaf dat moment werden alle GP's door Yamaha's gewonnen, de meeste door Rodney Gould, maar ook enkele door Kent Andersson en Kel Carruthers, die intussen ook met een TD 2 reed. Gould werd wereldkampioen, Carruthers werd tweede en Andersson derde. De eerste niet-Yamaha was de Ossa van Herrero, die postuum achtste werd.

## 1971: Yamaha YZ 632 en TD 2 B
Hoewel Kent Andersson en Rodney Gould werden voorzien van speciale YZ 632 fabrieksracers, was dat voor het binnen halen van de wereldtitel in 1971 helemaal niet nodig. Sterker nog, ze hadden de grootste moeite om de TD 2 B productieracers voor te blijven. tuners en framebouwers waren inmiddels zo vertrouwd met de Yamaha-tweecilinders, dat ze bijzonder snel werden gemaakt. In de eerste helft van het seizoen kwamen Gould en Andersson er nauwelijks aan te pas. In de GP van Zweden konden ze pas samen om de eerste plaats vechten, tot Andersson uitviel. Dat was nadat Phil Read, die een TD 2 B had, in Tsjechoslowakije een sleutelbeen en een schouderblad gebroken had en voorlopig uitgeschakeld leek. Gould won ook in Finland, maar Read was alweer herstellende en werd daar tiende, net genoeg om de leiding in het wereldkampioenschap vast te houden. Andersson was intussen druk met de ontwikkeling van de Yamaha TZ 125. In Ulster regende het hard, niet het ideale weer voor Rodney Gould, maar wel voor Phil Read, die door de nattigheid niet hard hoefde te remmen en daardoor zijn toegetakelde lichaam kon ontlasten. Read viel echter uit en Rodney Gould had aan de zesde plaats genoeg om de leiding in het WK over te nemen. Die hield hij ook vast in Monza, waar hij vierde werd, terwijl Read slechts als zesde finishte. Rodney Gould hoefde in Spanje slechts vierde te worden om de wereldtitel te grijpen, maar hij viel al heel vroeg in de race uit. Nu had Read aan de vierde plaats genoeg, maar hij werd zelfs tweede, waardoor hij wereldkampioen werd. Voor Yamaha zal het geen ramp geweest zijn; de eerste zes in het wereldkampioenschap reden op een Yamaha. 

### YZ 632
Hoewel de Yamaha YZ 632 vrijwel overal te boek stond als "TD 2" of TD 2 B", betrof het hier feitelijk een fabrieksracer, die ter beschikking werd gesteld aan Rodney Gould en Kent Andersson. De YZ 632 had een zesversnellingsbak, elektronische ontsteking en 34 mm carburateurs. 

### TD 2 B
De TD 2 B was uiterlijk slechts licht gewijzigd, maar had wel een ander uitlaatsysteem, met een bredere uitlaatpoort en een grotere diameter van de uitlaatbochten. Ook de expansiekamer was veranderd. De motor had andere drijfstangen, krukpennen en lagers, de versnellingsbak was verstevigd en ook deze machine had nu 34 mm carburateurs. Het motorblok was in rubbers opgehangen. Hoewel men schatte dat een standaard TD 2 B ongeveer 50 pk kon leveren (de fabriek gaf minstens 44 pk aan), was de machine makkelijk sneller te maken. De TD 2 B van Wil Hartog werd onder handen genomen door Ferry Brouwer en leverde 61 pk, de machine van Cees van Dongen werd getuned door Ferry Swaep en leverde 59 pk, maar aan het einde van het seizoen zelfs 68 pk. Helmut Fath prepareerde ook TD 2 B's, onder andere voor Phil Read. Die machines hadden druksmering voor de big-end lagers en een meervoudige droge platenkoppeling. Ook aan het rijwielgedeelte werd flink gesleuteld. Sommige blokken werden in Seeley-frames gehangen (waardoor de "Yamsel" ontstond). Soms werd er een Quaiff-zesversnellingsbak gemonteerd en ook de voorvorken van Ceriani waren populair. Phil Read tekende zelf een nieuw frame, dat hij soms ook van schijfremmen voorzag. 

## 1972: Yamaha YZ 635 en TD 3
In 1972 kregen Jarno Saarinen, Kent Andersson, Rodney Gould, Chas Mortimer, Barry Sheene en Hideo Kanaya geen officiële sponsoring van de fabriek, maar wel van een aantal importeurs. Om aan de homologatie-eisen in Amerika te voldoen hadden de machines allemaal frames die precies leken op die van de standaardmodellen en ook de opbouw van de motor vertoonde grote overeenkomsten. De fabrieksrijders gebruikten in elk geval voor het grootste deel de Yamaha YZ 635 met waterkoeling. Ze kregen vooral tegenstand van Renzo Pasolini met de Aermacchi Harley-Davidson, maar ook van privérijders met de luchtgekoelde Yamaha TD 3. De Yamaha-rijders snoepten elkaar dus veel punten af, maar Saarinen kon in zijn thuis-GP in Imatra de wereldtitel veilig stellen. Pasolini werd met de Aermacchi-Harley-Davidson tweede en Rodney Gould eindigde het kampioenschap als derde.

### YZ 635
De YZ 635 was op veel fronten gewijzigd, waarbij de waterkoeling het meest in het oog sprong. De waterpomp zat op de plaats van de oliepomp, want hoewel tot dat moment alle machines voorzien waren van het autolube-systeem, werd het door vrijwel niemand gebruikt. De coureurs gebruikten mengsmering en de oliepomp kon dus vervallen. Over de boring/slagverhouding bestond twijfel, mogelijk was deze gewijzigd tot 54 x 54 mm. Ook het vermogen werd niet opgegeven, maar geschat op 55 pk bij 11.000 à 11.500 tpm. 

### TD 3
De TD 3 was ten opzichte van zijn voorganger flink veranderd, maar vreemd genoeg nog niet voorzien van waterkoeling. De machine had nu een horizontaal deelbaar carter, een meervoudige droge platenkoppeling, zes versnellingen en hier was wel zeker dat de boring/slagverhouding was gewijzigd naar 54 x 54 mm. De machine werd opgegeven voor meer dan 44 pk, maar het werkelijke vermogen, zeker als er tuners aan gewerkt hadden, was veel hoger.

## Technische gegevens
| Yamaha                 | RD 48                                                                | RD 56 | TD 1                                   | TD 1 A                                 | TD 1 B                                 | RD 05                                | RD 05 A                                                             | TD 1 C                                 | TD 2                                   | TD 2 B                                 | YZ 632                                                                | TD 3                                   | YZ 635                                                                 |
| ---------------------- | -------------------------------------------------------------------- | --- | -------------------------------------- | -------------------------------------- | -------------------------------------- | ------------------------------------ | ------------------------------------------------------------------- | -------------------------------------- | -------------------------------------- | -------------------------------------- | --------------------------------------------------------------------- | -------------------------------------- | ---------------------------------------------------------------------- |
| Periode                | 1961-1962                                                            | 1962-1965                                                                                                   | 1963-1965                              | 1963-1965                              | 1966                                   | 1966                                 | 1967-1968                                                           | 1967-1968                              | 1969-1970                              | 1971                                   | 1971                                                                  | 1972                                   | 1972                                                                   |
| Categorie              | fabrieksracer                                                        | fabrieksracer                                                                                               | productieracer                         | productieracer                         | productieracer                         | fabrieksracer                        | fabrieksracer                                                       | productieracer                         | productieracer                         | productieracer                         | fabrieksracer                                                         | productieracer                         | fabrieksracer                                                          |
| Motortype              | tweetakt                                                             | tweetakt | tweetakt                               | tweetakt                               | tweetakt                               | tweetakt                             | tweetakt                                                            | tweetakt                               | tweetakt                               | tweetakt                               | tweetakt                                                              | tweetakt                               | tweetakt                                                               |
| Bouwwijze              | dwarsgeplaatste tweecilinder lijnmotor                               | dwarsgeplaatste tweecilinder lijnmotor                                                                      | dwarsgeplaatste tweecilinder lijnmotor | dwarsgeplaatste tweecilinder lijnmotor | dwarsgeplaatste tweecilinder lijnmotor | dwarsgeplaatste viercilinder U-motor | dwarsgeplaatste viercilinder U-motor                                | dwarsgeplaatste tweecilinder lijnmotor | dwarsgeplaatste tweecilinder lijnmotor | dwarsgeplaatste tweecilinder lijnmotor | dwarsgeplaatste tweecilinder lijnmotor                                | dwarsgeplaatste tweecilinder lijnmotor | dwarsgeplaatste tweecilinder lijnmotor                                 |
| Koeling                | lucht                                                                | lucht | lucht                                  | lucht                                  | lucht                                  | water                                | water                                                               | lucht                                  | lucht                                  | lucht                                  | lucht                                                                 | lucht                                  | water                                                                  |
| Brandstoftoevoer       | roterende inlaten                                                    | roterende inlaten                                                                                           | zuigergestuurd                         | zuigergestuurd                         | zuigergestuurd                         | roterende inlaten                    | roterende inlaten                                                   | zuigergestuurd                         | zuigergestuurd                         | zuigergestuurd                         | zuigergestuurd                                                        | zuigergestuurd                         | zuigergestuurd                                                         |
| Carburateurs           | 2 x Mikuni                                                           | 2 x Mikuni 34 mm                                                                                            | onbekend                               | 2 x Mikuni 27 mm                       | 2 x Mikuni 27 mm                       | 4 x Mikuni 25 mm                     | 4 x Mikuni 26 mm, 1968: 4 x Mikuni 28 mm                            | 2 x Mikuni 27 mm                       | 2 x Mikuni 32 mm                       | 2 x Mikuni 34 mm                       | 2 x Mikuni 34 mm                                                      | 2 x Mikuni 34 mm                       | 2 x Mikuni 34 mm                                                       |
| Ontsteking             | magneet                                                              | magneet | magneet                                | magneet                                | magneet                                | magneet                              | magneet                                                             | magneet                                | magneet                                | magneet                                | elektronisch                                                          | elektronisch                           | elektronisch                                                           |
| boring                 | 56 mm                                                                | 56 mm | 56 mm                                  | 56 mm                                  | 56 mm                                  | 44 mm                                | 44 mm                                                               | 56 mm                                  | 56 mm                                  | 56 mm                                  | 56 mm                                                                 | 54 mm                                  | 54 of 56 mm                                                            |
| slag                   | 50 mm, 1962: 50,7 mm                                                 | 50,7 mm | 50 mm                                  | 50 mm                                  | 50 mm                                  | 41 mm                                | 41 mm                                                               | 50 mm                                  | 50 mm                                  | 50 mm                                  | 50 mm                                                                 | 54 mm                                  | 54 of 50 mm                                                            |
| Cilinderinhoud         | 246,3 cc, 1962: 249,7 cc                                             | 249,7 cc | 246,3 cc                               | 246,3 cc                               | 246,3 cc                               | 249,4 cc                             | 249,4 cc                                                            | 246,3 cc                               | 246,3 cc                               | 246,3 cc                               | 246,3 cc                                                              | 247,3 cc                               | 247,3 of 246,3 cc                                                      |
| Smeersysteem           | mengsmering, 1962: mengsmering + autolube                            | mengsmering + autolube                                                                                      | mengsmering                            | mengsmering                            | mengsmering + autolube                 | mengsmering + autolube               | mengsmering + autolube                                              | mengsmering + autolube                 | mengsmering + autolube                 | mengsmering + autolube                 | mengsmering + autolube                                                | mengsmering + autolube                 | mengsmering                                                            |
| Compressieverhouding   | onbekend                                                             | onbekend | 9:1                                    | 9:1                                    | 8,1:1                                  | 8,0:1                                | 8,0:1                                                               | onbekend                               | 7,6:1                                  | onbekend                               | onbekend                                                              | 7,6:1                                  | 7,7:1                                                                  |
| Max. Vermogen          | 35 pk (25,7 kW) bij 8.750 tpm (1962: 42 pk (30,8 kW) bij 10.000 tpm) | 1963: 45 pk (33, kW) bij 11.000 tpm 1964: 48 pk (35,3 kW) bij 14.000 tpm 1965: 56 pk (41 kW) bij 11.500 tpm | 32 pk (23,5 kW) bij 8.500 tpm          | >35 pk (>25,7 kW) bij 9.500 tpm        | >35 pk (>25,7 kW) bij 10.000 tpm       | 65 pk (47,8 kW) bij 14.100 tpm       | 72 pk (53,0 kW) bij 14.000 tpm 1968: 74 pk (54,4 kW) bij 14.000 tpm | 40 pk (29,4 kW) bij 10.000 tpm         | 44 pk (32,4 kW) bij 10.000 tpm         | ca. 50 pk (ca. 37 kW) (geschat)        | 52 à 54 pk (38 à 40 kW) bij 11.000 tpm (geschat, geen fabrieksopgave) | >50 pk (>37 kW)                        | 55 pk (40,5 kW) bij 11.000 à 11.500 tpm (geschat, geen fabrieksopgave) |
| Koppeling              | meervoudige droge platenkoppeling (Oldham coupler)                   | meervoudige droge platenkoppeling (Oldham coupler)                                                          | meervoudige natte platenkoppeling      | meervoudige natte platenkoppeling      | meervoudige natte platenkoppeling      | meervoudige droge platenkoppeling    | meervoudige droge platenkoppeling                                   | meervoudige natte platenkoppeling      | meervoudige natte platenkoppeling      | meervoudige natte platenkoppeling      | meervoudige natte platenkoppeling                                     | meervoudige droge platenkoppeling      | meervoudige droge platenkoppeling                                      |
| Versnellingen          | 6, 1962: 7                                                           | 7 | 5                                      | 5                                      | 5                                      | 7 of 8 (afh. van circuit)            | 7 of 8 (afh. van circuit)                                           | 5                                      | 5                                      | 5                                      | 6                                                                     | 6                                      | 6                                                                      |
| Secundaire aandrijving | kettingaandrijving                                                   | kettingaandrijving                                                                                          | kettingaandrijving                     | kettingaandrijving                     | kettingaandrijving                     | kettingaandrijving                   | kettingaandrijving                                                  | kettingaandrijving                     | kettingaandrijving                     | kettingaandrijving                     | kettingaandrijving                                                    | kettingaandrijving                     | kettingaandrijving                                                     |
| frame                  | dubbel wiegframe                                                     | dubbel wiegframe                                                                                            | dubbel wiegframe                       | dubbel wiegframe                       | dubbel wiegframe                       | dubbel wiegframe                     | dubbel wiegframe                                                    | dubbel wiegframe                       | dubbel wiegframe                       | dubbel wiegframe                       | dubbel wiegframe                                                      | dubbel wiegframe                       | dubbel wiegframe                                                       |
| Vering voor            | telescoopvork                                                        | telescoopvork                                                                                               | telescoopvork                          | telescoopvork                          | telescoopvork                          | telescoopvork                        | telescoopvork                                                       | telescoopvork                          | telescoopvork                          | telescoopvork                          | telescoopvork                                                         | telescoopvork                          | telescoopvork                                                          |
| Vering achter          | swingarm met twee demperelementen                                    | swingarm met twee demperelementen                                                                           | swingarm met twee demperelementen      | swingarm met twee demperelementen      | swingarm met twee demperelementen      | swingarm met twee demperelementen    | swingarm met twee demperelementen                                   | swingarm met twee demperelementen      | swingarm met twee demperelementen      | swingarm met twee demperelementen      | swingarm met twee demperelementen                                     | swingarm met twee demperelementen      | swingarm met twee demperelementen                                      |
| Remmen                 | trommelremmen                                                        | trommelremmen                                                                                               | trommelremmen                          | trommelremmen                          | trommelremmen                          | trommelremmen                        | trommelremmen                                                       | trommelremmen                          | trommelremmen                          | trommelremmen                          | trommelremmen                                                         | trommelremmen                          | trommelremmen                                                          |
| gewicht                | 100 kg droog                                                         | 100 kg droog                                                                                                | 102 kg droog                           | 102 kg droog                           | 125 kg rijklaar                        | 145 kg rijklaar                      | 115 kg rijklaar                                                     | 104 kg droog                           | 104 kg droog                           | 104 kg droog                           | onbekend                                                              | 105 kg droog                           | 102 kg droog                                                           |
| Voorganger             | YD-B                                                                 | RD 48 | geen                                   | geen                                   | TD 1 A                                 | RD 56                                | RD 05                                                               | TD 1 B                                 | TD 1 C                                 | TD 2                                   | RD 05 A                                                               | TD 2 B                                 | YZ 632                                                                 |
| Opvolger               | RD 56                                                                | RD 05 | geen                                   | TD 1 B                                 | TD 1 C                                 | RD 05 A                              | YZ 632                                                              | TD 2                                   | TD 2 B                                 | TD 3                                   | YZ 635                                                                | TZ 250                                 | YZR 250 (OW 17)                                                        |

## Trivia

### Méér dan 44 pk
Het begrip "meer dan 44 pk" was niet alleen een garantie die Yamaha voor het vermogen gaf, maar feitelijk ook een grap. Het werd opgegeven voor de 250cc-TD 2, TD 2 B en TD 3, maar in 1973 ook voor de Yamaha YZR 500, die minstens 90 pk op de been bracht.